# Reggie Cannon
Reginald Jacob Cannon, dit Reggie Cannon, né le 11 juin 1998 à Chicago aux États-Unis, est un joueur international américain de soccer. Il joue au poste d'arrière droit aux Rapids du Colorado.

## Biographie

### Parcours en club

#### FC Dallas (2017-2020)
Le 22 décembre 2016, Cannon signe un contrat de Homegrown Player avec son club formateur du FC Dallas. C'est le 14 juin 2017 qu'il fait ses débuts avec l'équipe lors d'une rencontre face aux Roughnecks de Tulsa en Coupe des États-Unis avant de participer à son premier match de Major League Soccer le 2 septembre 2017 face aux Red Bulls de New York (2-2). À l'issue de cette saison 2017, il ne compte que trois parties à son compteur avec le FC Dallas.
La saison 2018 est celle de l'éclosion puisque Cannon apparait à trente-trois reprises en saison régulière de MLS, participe à la campagne de Dallas en Ligue des champions de la CONCACAF 2018 en affrontant à deux reprises le Tauro FC, et connait sa première sélection en équipe nationale.

#### Boavista FC (2020-2023)
Après trois saisons et demie, il rejoint le Boavista FC le 9 septembre 2020 pour une somme avoisinant les trois millions de dollars américains. Il participe à sa première rencontre sous le maillot noir et blanc dès le 19 septembre suivant en affrontant Nacional pour le compte de la journée inaugurale de la saison 2020-2021 (3-3). Il conclut alors son exercice avec trente-trois rencontres jouées et attire de nouveau plusieurs équipes européennes en vue du marché estival 2021.

### Parcours en sélection
Le 12 octobre 2018, il figure pour la première fois sur le banc des remplaçants de l'équipe nationale, lors d'un match amical face à la Colombie (défaite 2-4). Il reçoit sa première sélection avec l'équipe des États-Unis cinq jours plus tard, en amical contre le Pérou (match nul 1-1). Il joue 84 minutes lors de cette rencontre.
Le 1er juillet 2021, il est retenu dans la liste des vingt-trois joueurs américains sélectionnés par Gregg Berhalter pour disputer la Gold Cup 2021.

## Statistiques détaillées

### Statistiques en club
| Saison                | Club                  | Championnat           | Championnat | Championnat | Championnat | Coupe(s) nationale(s) | Coupe(s) nationale(s) | Coupe(s) nationale(s) | Compétition(s) continentale(s) | Compétition(s) continentale(s) | Compétition(s) continentale(s) | Compétition(s) continentale(s) | Séries | Séries | Séries | États-Unis | États-Unis | États-Unis | Total | Total | Total |
| Saison                | Club                  | Division              | M.          | B.          | P.d.        | M.                    | B.                    | P.d.                  | Comp.                          | M.                             | B.                             | P.d.                           | M.     | B.     | P.d.   | M.         | B.         | P.d.       | M.    | B.    | P.d.  |
| 2017                  | FC Dallas             | MLS                   | 1           | 0           | 0           | 2                     | 0                     | 0                     | LCC                            | 0                              | 0                              | 0                              | -      | -      | -      | -          | -          | -          | 3     | 0     | 0     |
| 2018                  | FC Dallas             | MLS                   | 33          | 1           | 2           | 2                     | 0                     | 0                     | LCC                            | 2                              | 0                              | 0                              | 1      | 0      | 0      | 2          | 0          | 0          | 40    | 1     | 2     |
| 2019                  | FC Dallas             | MLS                   | 28          | 1           | 1           | 0                     | 0                     | 0                     | -                              | -                              | -                              | -                              | 1      | 1      | 0      | 8          | 0          | 1          | 37    | 2     | 2     |
| 2020                  | FC Dallas             | MLS                   | 5           | 0           | 1           | -                     | -                     | -                     | -                              | -                              | -                              | -                              | -      | -      | -      | 1          | 0          | 0          | 6     | 0     | 1     |
| Sous-total            | Sous-total            | Sous-total            | 67          | 2           | 4           | 4                     | 0                     | 0                     | -                              | 2                              | 0                              | 0                              | 2      | 1      | 0      | 11         | 0          | 1          | 86    | 3     | 5     |
| 2020-2021             | Boavista FC           | Primeira Liga         | 31          | 0           | 1           | 2                     | 0                     | 0                     | -                              | -                              | -                              | -                              | -      | -      | -      | 7          | 1          | 1          | 40    | 1     | 2     |
| 2021-2022             | Boavista FC           | Primeira Liga         | 21          | 0           | 0           | 2                     | 0                     | 0                     | -                              | -                              | -                              | -                              | -      | -      | -      | 9          | 0          | 0          | 32    | 0     | 0     |
| 2022-2023             | Boavista FC           | Primeira Liga         | 30          | 0           | 0           | 3                     | 0                     | 0                     | -                              | -                              | -                              | -                              | -      | -      | -      | 1          | 0          | 0          | 34    | 0     | 0     |
| Sous-total            | Sous-total            | Sous-total            | 82          | 0           | 1           | 7                     | 0                     | 0                     | -                              | -                              | -                              | -                              | -      | -      | -      | 18         | 1          | 1          | 107   | 1     | 2     |
| 2023-2024             | Queens Park Rangers   | Championship          | 15          | 0           | 0           | -                     | -                     | -                     | -                              | -                              | -                              | -                              | -      | -      | -      | -          | -          | -          | 15    | 0     | 0     |
| Total sur la carrière | Total sur la carrière | Total sur la carrière | 164         | 2           | 5           | 11                    | 0                     | 0                     | -                              | 2                              | 0                              | 0                              | 2      | 1      | 0      | 28         | 1          | 2          | 207   | 4     | 7     |

## Palmarès
États-Unis
- Vainqueur de la Gold Cup en 2021
- Finaliste de la Gold Cup en 2019
- Vainqueur de la Ligue des nations en 2021